# Viola acuminata
Viola acuminata Ledeb. – gatunek roślin z rodziny fiołkowatych (Violaceae). Występuje naturalnie w Rosji (w Buriacji, obwodach irkuckim, czytyjskim i amurskim, Kraju Chabarowskim, Kraju Nadmorskim, na Sachalinie oraz Wyspach Kurylskich), Mongolii, Chinach (w Anhui, Gansu, Hebei, Heilongjiang, Henan, Hubei, Jilin, Liaoning, Mongolii Wewnętrznej, Shaanxi, Szantungu, Shanxi, Zhejiang), na Półwyspie Koreańskim i Japonii. 

## Morfologia

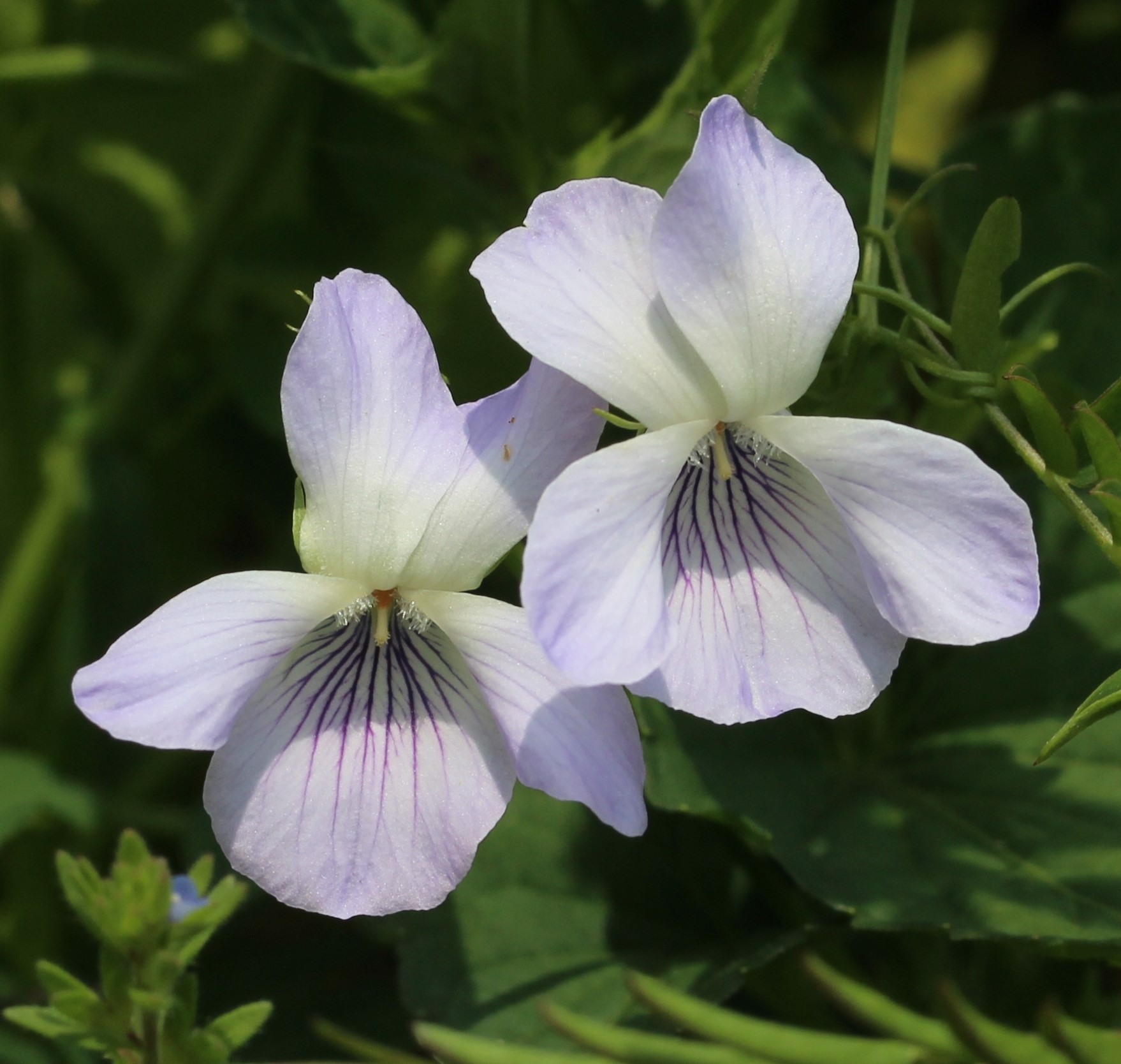
Kwiaty

PokrójBylina dorastająca do 10–40 cm wysokości, tworząca kłącza.
LiścieBlaszka liściowa ma owalnie sercowaty kształt. Mierzy 1,5–5,5 cm długości oraz 1,5–4,5 cm szerokości, jest piłkowana na brzegu, ma nasadę od sercowatej do ściętej i spiczasty lub ostry wierzchołek. Przylistki są strzępiaste i osiągają 10–35 mm długości. Ogonek liściowy jest nagi i ma 60 mm długości.
KwiatyPojedyncze, wyrastające z kątów pędów. Mają działki kielicha o równowąsko lancetowatym kształcie i dorastające do 7–12 mm długości. Płatki są odwrotnie jajowate, mają białą lub biało-purpurową barwę, płatek przedni mierzy 9-16 mm długości, jest owalny, wyposażony w obłą ostrogę o 2-4 mm długości.
OwoceTorebki mierzące 10 mm długości, o elipsoidalnym kształcie.

## Biologia i ekologia
Rośnie w lasach oraz na łąkach i brzegach cieków wodnych. 